# لشکر ۴۷ پیاده (ایالات متحده آمریکا)
لشکر ۴۷ پیاده ایالات متحده آمریکا (انگلیسی: 47th Infantry Division) لشکر پیاده‌نظام نیروی زمینی ایالات متحده آمریکا است، که در سال ۱۹۴۶ تأسیس شد و در سال ۱۹۹۱ منحل گردید.

## تاریخچه
این لشکر در ۱۰ ژوئن ۱۹۴۶ به عنوان یک لشکر پیاده‌نظام گارد ملی ارتش با تلاش‌های ژنرال الارد والش، آجودان مینه‌سوتا، تأسیس شد. این لشکر از ابتدا با انتقال کهنه سربازان و نیروهای جدید، عمدتاً از مینه‌سوتا و داکوتای شمالی، تحت فرماندهی سرلشکر نورمن هندریکسون ساخته شد. ژنرال هندریکسون رئیس ستاد لشکر ۳۴ در نبردهای شمال آفریقا و ایتالیا در سال ۱۹۴۳ و سپاه نهم در ژاپن اشغالی بود.
یگان‌های این لشکر به گارد ملی مینه‌سوتا و گارد ملی داکوتای شمالی اختصاص داده شدند. این لشکر در طول تاریخ خود هرگز درگیر جنگ نشد، اگرچه در طول جنگ کره از سال ۱۹۵۱ تا ۱۹۵۴ به صورت فدرال اداره و به کمپ راکر، آلاباما اعزام شد. در طول جنگ کره، این لشکر به عنوان یک لشکر جایگزین مورد استفاده قرار گرفت و افراد و واحدهای آن به واحدهای ارتش منظم منتقل شدند. در سال ۱۹۵۳ به کنترل ایالت و ایالت اصلی خود بازگشت. این واحد به مینه سوتا بازگشت و پرسنل فعال ارتش از کمپ راکر در سال ۱۹۵۴ کاروانی را از فورت بنینگ، جورجیا سوار کردند.
عناصر داکوتای شمالی این لشکر در سال ۱۹۵۹ طی یک تغییر پیکربندی سراسری به ساختار پنتومیک منتقل شدند. هنگ‌های پیاده نظام حذف و با گروه‌های رزمی با شماره هنگ (به عنوان مثال گروه رزمی اول، پیاده نظام ۱۳۵) و همچنین بسیاری از تغییرات و پیکربندی‌های مجدد دیگر جایگزین شدند. این لشکر به یک لشکر کاملاً مینه سوتا تبدیل شد. این لشکر در سال ۱۹۶۳ دوباره سازماندهی شد، این بار طبق ساختار لشکر هدف سازماندهی مجدد ارتش. نامگذاری گروه‌های رزمی حذف و با گردان‌هایی که به‌طور انعطاف‌پذیر به تیپ‌ها اختصاص داده شده بودند، جایگزین شد. چندین تغییر و سازماندهی مجدد مهم دیگر نیز انجام شد.
گسترده‌ترین سازماندهی مجدد در فوریه ۱۹۶۸ رخ داد. مهم‌ترین آنها گسترش لشکر به آیووا و ایلینوی در نتیجه کاهش گارد در آن ایالت‌ها به دستور پنتاگون بود. تیپ ۶۷ آیووا منحل شد، به عنوان تیپ ۳۴ پیاده نظام تغییر نام داد و به لشکر وایکینگ واگذار شد. در ایلینوی، واحدهای لشکر ۳۳ پیاده نظام منحل شده در تیپ ۶۶ پیاده نظام سازماندهی مجدد شدند و بخشی از لشکر ۴۷ شدند.
در دسامبر ۱۹۶۵، این لشکر به یکی از سه لشکر گارد ملی اختصاص داده شده برای نیروی ذخیره منتخب تبدیل شد که قادر به استقرار سریع‌تر بود. این وضعیت در ۱ فوریه ۱۹۶۸ لغو شد.
این لشکر در سال ۱۹۹۱ غیرفعال شد. بلافاصله پس از آن، واحدهای سابق لشکر به عنوان لشکر ۳۴ پیاده نظام دوباره فعال شدند. عملاً، نام این لشکر تغییر کرد، اما به دلایل تاریخی، وزارت ارتش هیچ پیوستگی بین اصل و نسب ستاد لشکر ۴۷ پیاده نظام و دومین فعال‌سازی ستاد لشکر ۳۴ پیاده نظام را به رسمیت نمی‌شناسد و اصل و نسب لشکر اخیر را از طریق تیپ ۳۴ پیاده نظام ادامه می‌دهد.
لشکر ۴۷ پیاده نظام بیش از هر لشکر گارد ملی دیگری که در نبرد شرکت نکرد (۴۵ سال خدمت) در فهرست اسامی باقی ماند. تنها لشکر ارتش که در نبرد شرکت نکرد و مدت طولانی‌تری در فهرست اسامی باقی ماند، لشکر ۱۰۸ پیاده ذخیره ارتش است که عناصری از آن در عراق و افغانستان حضور داشتند.